# Messaure
Messaure (Lule-Samisch: Miessávre) is een verlaten dorp binnen de Zweedse gemeente Jokkmokk. Het is oorspronkelijk gelegen op de noordoever van de Grote Lulerivier. Deze rivier wordt even ten noorden van het dorp tegengehouden door een meer dan 100 meter hoge en 1,9 kilometer lange dam die behoort bij de Messaure Waterkrachtcentrale waterkrachtcentrale. Het ligt aan de Zweedse weg 811.
De bouw van de waterkrachtcentrale zorgde ervoor dat het dorp van 1957-1962 uit haar voegen barstte; er waren toen ongeveer 1300 inwoners in de omgeving. Na de oplevering nam dat aantal weer snel af. Het had al snel ook geen eigen school meer en is nu een spookstadje. In 2007 heeft er een reünie plaatsgevonden in het kader van het 50-jarig bestaan van de centrale.
Vanuit het (verre) verleden is Messaure een kruispunt van diverse Sameby.